# Громадянство за інвестиції
Громадянство за інвестиції , також «Золотий паспорт» — це програма отриання громадянства/підданства певної держави, шляхом інвестування в її економіку, що діє в низці країн світу. Вперше таку програму було впроваджено в Сент-Кітс і Невісі 1984 року. «Золотий паспорт» — це спосіб залучення додаткових коштів в економіку країни.  Також існує практика видачі посвідки на проживання за інвестиції.

## Умови отримання
Умови отримання «Золотого паспорту» різняться і може потребувати:
1. Інвестування в нерухомість — Кіпр, Туреччина,[1][2]
2. Поповнення цільових фондів — Вануату, Мальта, Чорногорія,[1]
3. Купівлі боргових інструментів, що емітуються державою — Йорданія,[1]
4. Інвестування у бізнес — Сент-Люсія.[1]

## Країни, де діє видача громадянства за інвестиції
До країн, що мають таку програму відносяться як розвинені країни та країни, що розвиваються, так і країни третього світу. Проте, варто зазначити, що найбільшу частку серед них складають — мікродержави. Країнами, що видають громадянство за інвестиції є:
1. Антигуа і Барбуда
2. Сент-Кітс і Невіс
3. Домініка
4. Сент-Люсія
5. Гренада
6. Австрія
7. Чорногорія
8. Туреччина
9. Йорданія
10. Камбоджа
11. Вануату[1]
12. Єгипет

### Програму відмінили
1. Мальта (з 29.04.2025)[3]

## Зловживання
Значна кількість фінансових та політичних інституцій розглядають громадянство за інвестиції потенційним інструментом відмивання грошей. Зокрема, FinCEN в 2014 році оприлюднила звіт, в якому подала інформацію про видачу урядом Сеінт-Кітс і Невіс паспортів іноземним особам, що зловживали програмою «Громадянство за інвестиції», а Європейський парламент рекомендує країнам членам ЄС відмовитися від таких програм як крок у боротьбі проти відмивання грошей.
У квітні 2023 року Болгарія анулювала болгарське громадянство для 18 осіб: 4 з Єгипту, 4 з Росії, 4 з Казахстану, 3 з Китаю, 2 з Пакистану і 1 з Йорданії.
Через зловживання видачею паспортів підсанкційним росіянам, Верховний суд ЄС зобов'язав Мальту припинити практику обміну громадянства на інвестиції.